# Gisela Peltzer
Gisela Peltzer (* 26. September 1926 in Hamburg) ist eine deutsche Schauspielerin.

## Leben
Nach Gymnasium und Schauspielunterricht gab sie ihr Debüt 1944 an den Städtischen Bühnen Frankfurt am Main. Von 1949 bis 1955 gehörte sie dem Ensemble des Deutschen Schauspielhauses in Hamburg an, von 1955 bis 1959 war sie am dortigen Thalia Theater bei Willy Maertens engagiert.
Von 1959 an hatte sie ein festes Engagement am Renaissance-Theater in Berlin und wirkte vor allem in Stücken von Ibsen und Shakespeare mit. Darüber hinaus gab Gisela Peltzer Gastspiele an anderen Berliner Bühnen, besonders an der Komödie. Dort konnte man sie bei einigen Theateraufzeichnungen frühzeitig im Fernsehen erleben. 1985 wechselte sie zum Boulevard-Theater, gelegentlich führte sie Regie. Seit 1946 arbeitete sie auch für den Hörfunk. Bei Film und Fernsehen übernahm sie mehrmals Nebenrollen. Es gibt einige Chanson-Aufnahmen mit Gisela Peltzer auf Schallplatte. 

## Privates
Gisela Peltzer war zunächst mit dem Dirigenten Harry Hermann Spitz (1899–1961) verheiratet. Eine zweite Ehe ging sie mit dem Schauspieler Eckart Dux (1926–2024) ein. Auch diese wurde geschieden.

## Filmografie
- 1952: Wolken sind überall (Fernsehen)
- 1953: Spiel mit dem Glück (Fernsehen)
- 1954: Neues aus dem sechsten Stock (Fernsehen)
- 1957: Die Zürcher Verlobung
- 1959: Der Engel, der seine Harfe versetzte
- 1959: Der Kaiser von Amerika (TV)
- 1960: Venus im Licht (TV)
- 1961: Spanische Legende (TV)
- 1962: Ich kann nicht länger schweigen
- 1963: Herr Lamberthier (TV)
- 1967: Stunde der Nachtigallen (TV)
- 1971: Das Freudenhaus
- 1971: Der Kommissar – Ende eines Tanzvergnügens
- 1979: Derrick – Der L-Faktor
- 1980: Der Alte – Der Irrtum
- 1981: Das Traumschiff (Fernsehserie)
- 1982: Champagnerkomödie (Fernsehen)
- 1983: Das Traumschiff: Marrakesch
- 1984: Er-Goetz-liches (TV)
- 1986: Die Lokomotive (Fernsehen)
- 1986: Die Wicherts von nebenan (Fernsehserie)
- 1987: Derrick – Der Tote auf der Parkbank
- 1989: Zwei Münchner in Hamburg – Von Frau zu Frau
- 1992: Glückliche Reise – Rio
- 1992–1994: Freunde fürs Leben (Fernsehserie, 27 Episoden)
- 1998: Dr. Sommerfeld – Neues vom Bülowbogen – Kalte Liebe – Heiße Liebe